# Collegno
Collegno (Colègn in piemontese) è un comune italiano di 47 638 abitanti della città metropolitana di Torino in Piemonte, conurbato nell'area metropolitana del capoluogo piemontese, a soli 5 km ad ovest da esso.

## Geografia fisica
Si trova su di un terreno di origine alluvionale, tra Torino ad est e Rivoli ad ovest, al termine della Val di Susa, ed a pochi chilometri dalle Alpi, alle pendici del Monte Musinè. Il territorio è prevalentemente pianeggiante, ed è solcato dal fiume Dora Riparia nel tratto terminale del suo percorso.

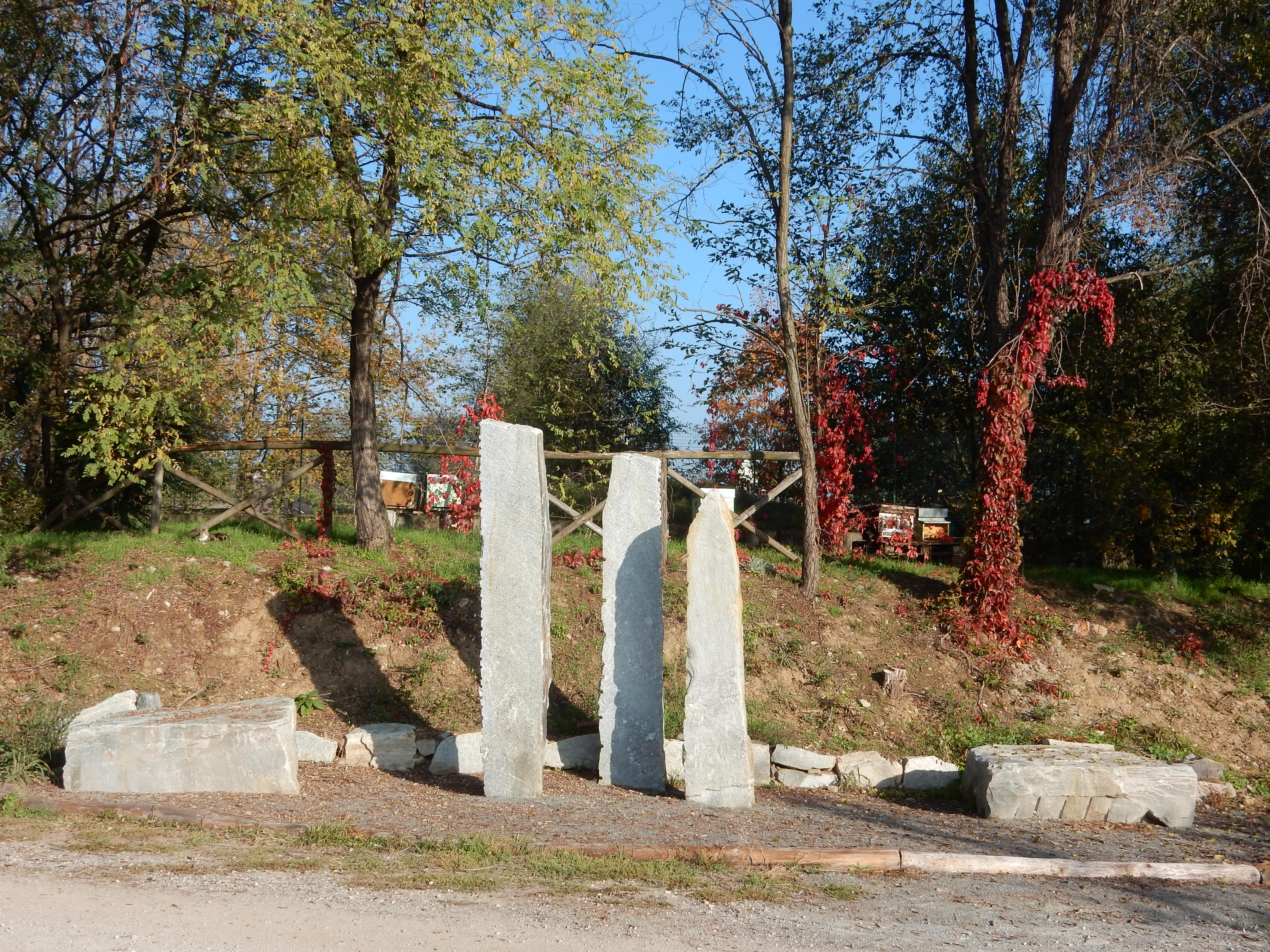
Ingresso al Parco Agronaturale

La fascia territoriale compresa tra le due sponde del fiume è oggi parte integrante del "Parco Agronaturale della Dora", che la Città di Collegno condivide con i comuni di Alpignano, Pianezza e Torino. Questa area protetta è in parte un relitto boschivo planiziale, ed in parte terreno agricolo : è qui interessante notare la parcellizzazione dei terreni, suddivisi in lotti delimitati dalle cosiddette bealere ovvero i canali di irrigazione che prendono acqua dalla Dora stessa per l'irrigazione delle colture; esse hanno una antichissima origine che deriva dal basso medioevo.
È stata definita area di salvaguardia ambientale dalla Regione Piemonte, è tutelata dal piano regolatore comunale e rientra nell’oasi di protezione della cintura di Torino. La collocazione nella pianura, tra il limite della Valle di Susa e la collina Torinese, fa di quest’area un vero e proprio “corridoio ecologico” : infatti il territorio del Parco interseca le rotte di molti uccelli migratori diventando anche un punto di sosta per questi animali.
La porzione di territorio comunale oggi più densamente abitata è stata costruita in tempi moderni sull'asse di corso Francia, lungo il quale non c'è oggi soluzione di continuità tra Collegno, Rivoli, Grugliasco e Torino.

## Storia
Collegno nasce duemila anni fa, in epoca romana, come stazione di posta (mansio) a cinque miglia da Torino, lungo la via del Moncenisio per la Francia. Rispetto al toponimo, l'ipotesi è che derivi dall'espressione Collegium ad quintum milium ("Stazione di sosta a cinquemila passi [da Torino]"). Nei basamenti dell'attuale chiesa di San Massimo, si trovano i resti di una chiesa protoromanica, ed una raccolta di oggetti archeologici di età romana, reperiti sul territorio comunale, sono custoditi presso il Museo di Antichità di Torino.
Nel periodo della dominazione longobarda, come rinvenuto durante gli scavi per la metropolitana, nell'area dell'attuale Campo Volo, si trovavano un piccolo insediamento, ed una necropoli. Successivamente, in epoca alto-medioevale, lo sviluppo urbanistico del villaggio, abbandonata l'antica posizione della mansio, subì il processo dell'incastellamento; il villaggio si concentrò a ridosso del castello, costruito intorno all'anno Mille, su un'altura scavata da un'ansa della Dora Riparia; tutto ciò che resta, ad oggi, del fortilizio, è una torre a pianta quadrata, mentre il resto della costruzione è stato trasformata nel corso dei secoli, in un edificio residenziale in stile barocco.
Dal 1599 circa, fino all'abolizione del sistema feudale nel 1799, feudatari di Collegno furono i Provana, famiglia di nobili molto vicina ai Savoia. Tra le figure storiche di rilievo appartenenti a questa famiglia e legate a Collegno, vi fu l'accademico e politico Giacinto Provana di Collegno.

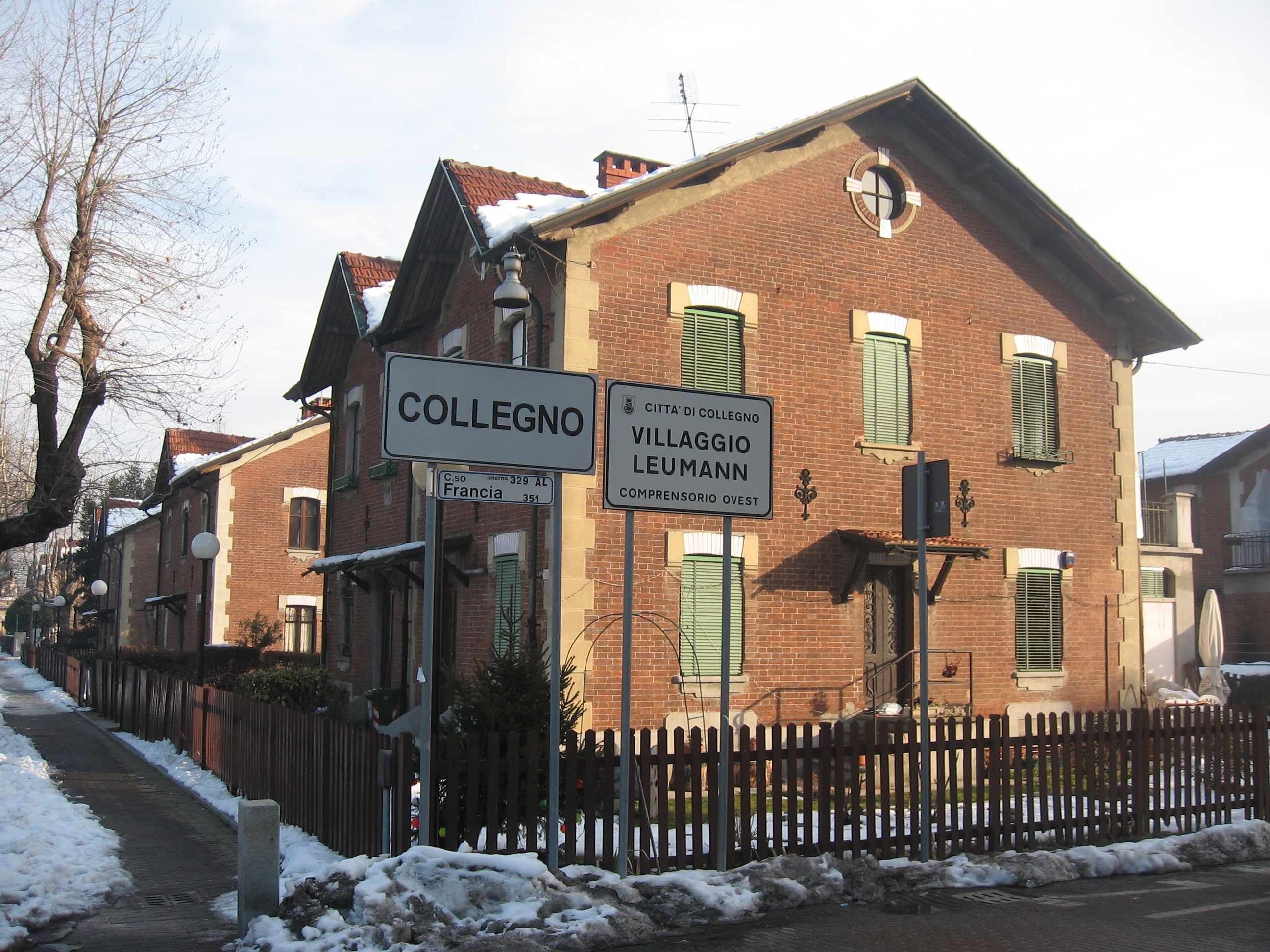
Il Villaggio Leumann

In tempi moderni Collegno si è espanso lungo l'asse di corso Francia, a seguito dell'insediamento, in quei pressi, di manifatture industriali, prevalentemente tessili e siderurgiche.
Nel 1853 il Regio manicomio di Torino fu trasferito alla Certosa di Collegno, un grande complesso la cui collocazione rendeva possibile la totale applicazione dei nuovi paradigmi manicomiali, essendo una costruzione di notevoli dimensioni situata in piena campagna, con estese aree verdi e colonie agricole in grado di offrire ai ricoverati la possibilità di lavorare. Successivamente diversi ampliamenti consistenti nella costruzione di vasti fabbricati ottocenteschi disposti a pettine e detti "padiglioni", hanno progressivamente trasformato la certosa in una delle più grandi strutture psichiatriche d'Italia. I confini dell'ambito ospedaliero coincidevano con il muro di cinta, che fu abbattuto nel 1977 con la progressiva chiusura delle strutture psichiatriche. Il manicomio di Collegno, fu al centro del caso Bruneri-Canella (lo smemorato di Collegno) che ebbe risonanza nazionale e internazionale.
È degno di particolare menzione, dal punto di vista dell'archeologia industriale, il Villaggio Leumann. Questo complesso industriale e residenziale, era ed è rimasto uno dei pochi tentativi, in Italia, di migliorare le condizioni di vita, e di alfabetizzazione, degli operai che lavoravano alla "Leumann", e delle loro famiglie; fu progettato e realizzato ex-novo, agli inizi del Novecento, dal magnate svizzero Napoleone Leumann che qui costruì, in collaborazione con l'architetto Pietro Fenoglio, una micro-città con tanto di chiesa, stazione ferroviaria, convitto delle operaie, mensa, scuole, ed altri servizi per la comunità.

Tra il 30 aprile ed il 1º maggio 1945 avvenne la strage di Grugliasco e Collegno dove furono trucidate dai tedeschi in ritirata 68 persone, a seguito di un'incursione delle formazioni partigiane, in cui persero la vita alcuni soldati tedeschi. Alla strage seguì la vendetta partigiana: 29 militi della Repubblica sociale, prigionieri, vennero prelevati dal luogo di detenzione e fucilati.
L'espansione urbanistica di Collegno ebbe un'altra accelerazione nel corso degli anni '50 e '60 del Novecento, con un'imponente immigrazione dalla zona di Asti, dal Veneto, dal Mezzogiorno e dalle grandi isole italiane, e l'edificato arrivò a fondersi con quello torinese.
A partire dal 2006 la parte orientale della città è raggiunta dalla metropolitana di Torino, che ha il suo capolinea in via De Amicis.
Dal 2019 sono in corso lavori per il prolungamento della stessa metropolitana sino a Cascine Vica con altre due fermate previste nel territorio del comune (Leumann e Parco della Certosa).

### Simboli
Lo stemma e il gonfalone sono stati concessi con decreto del presidente della Repubblica n. 2621 del 17 giugno 1983.
Il gonfalone è un drappo di rosso.

### Onorificenze
La città di Collegno è stata insignita della medaglia d'argento al merito civile il 18 aprile 2008.

## Cultura

### Biblioteca
Collegno ha una sua biblioteca civica, situata nel villaggio, dallo stile liberty, Leumann, all'interno del "Convitto delle Operaie".

## Società

### Evoluzione demografica
Nel decennio 1961-1971 la popolazione residente è praticamente raddoppiata, aumentando poi gradualmente nei decenni successivi.

Negli ultimi dieci anni si è stabilizzata intorno ai 48 500 abitanti.
Abitanti censiti

### Etnie e minoranze straniere
Al 31 dicembre 2022 i residenti stranieri sono 2 837, pari al 5,31% della popolazione.

## Geografia antropica

### Frazioni

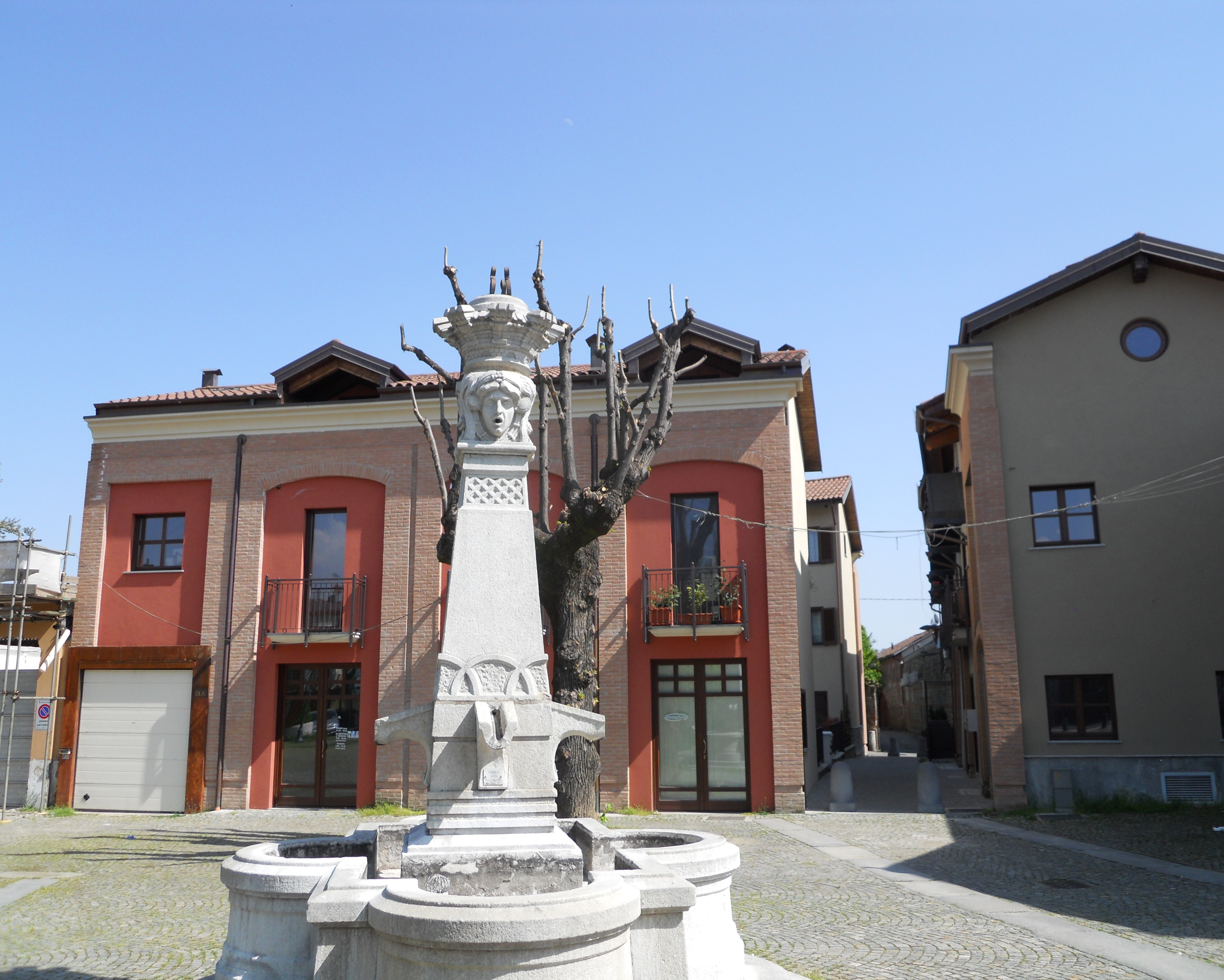
Centro storico : fontana a Napoleone Leumann

Lo statuto comunale riconosce lo status di frazione alla sola Savonera.
Nello stesso documento vengono però citate altre località definite "quartieri":
- Centro Storico
- Borgata Paradiso
- Borgonuovo
- Leumann-Terracorta
- Villaggio Dora
- Regina Margherita
- Santa Maria[2]

## Amministrazione

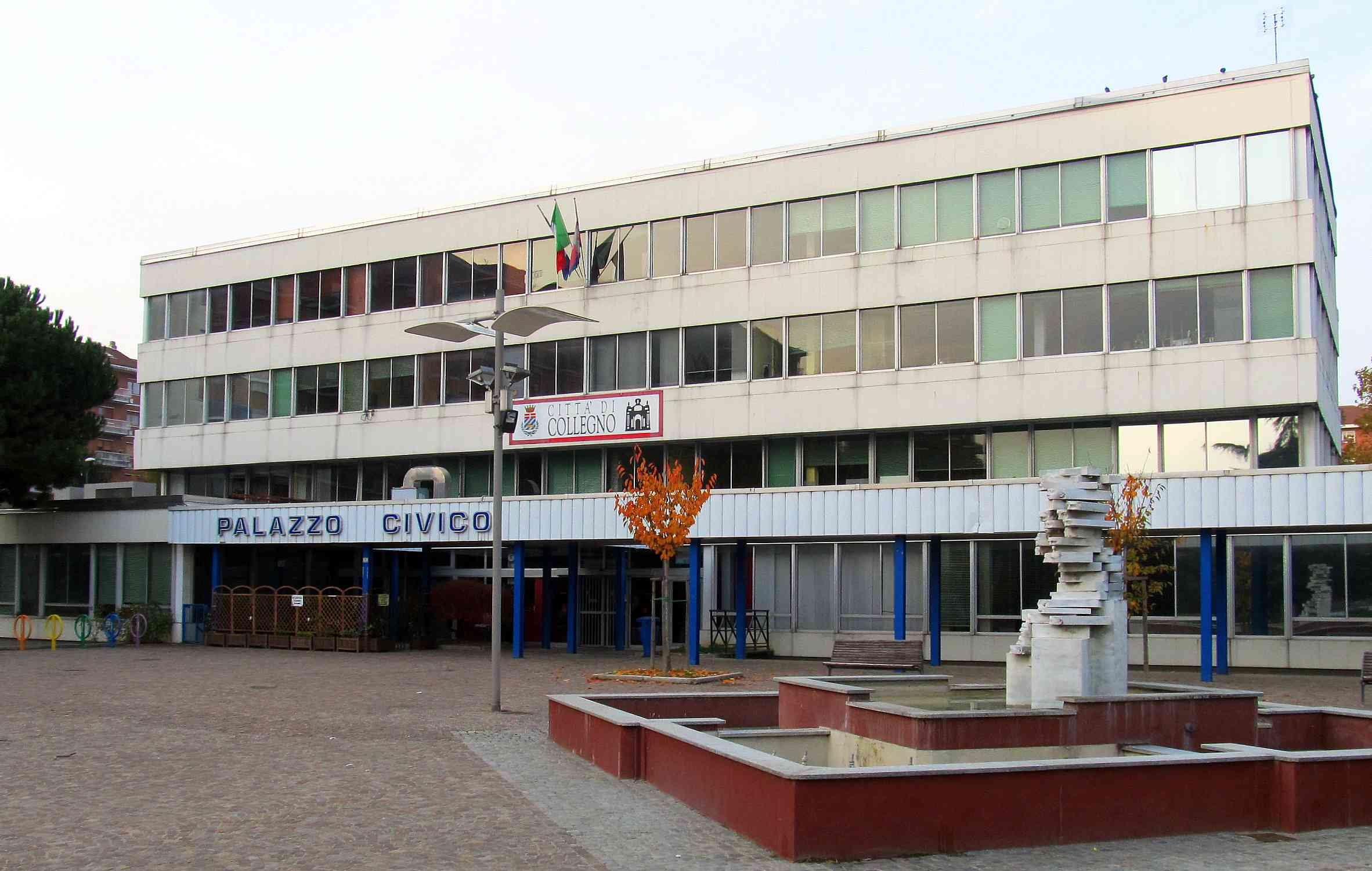
Il municipio

### Sindaci dal 1946

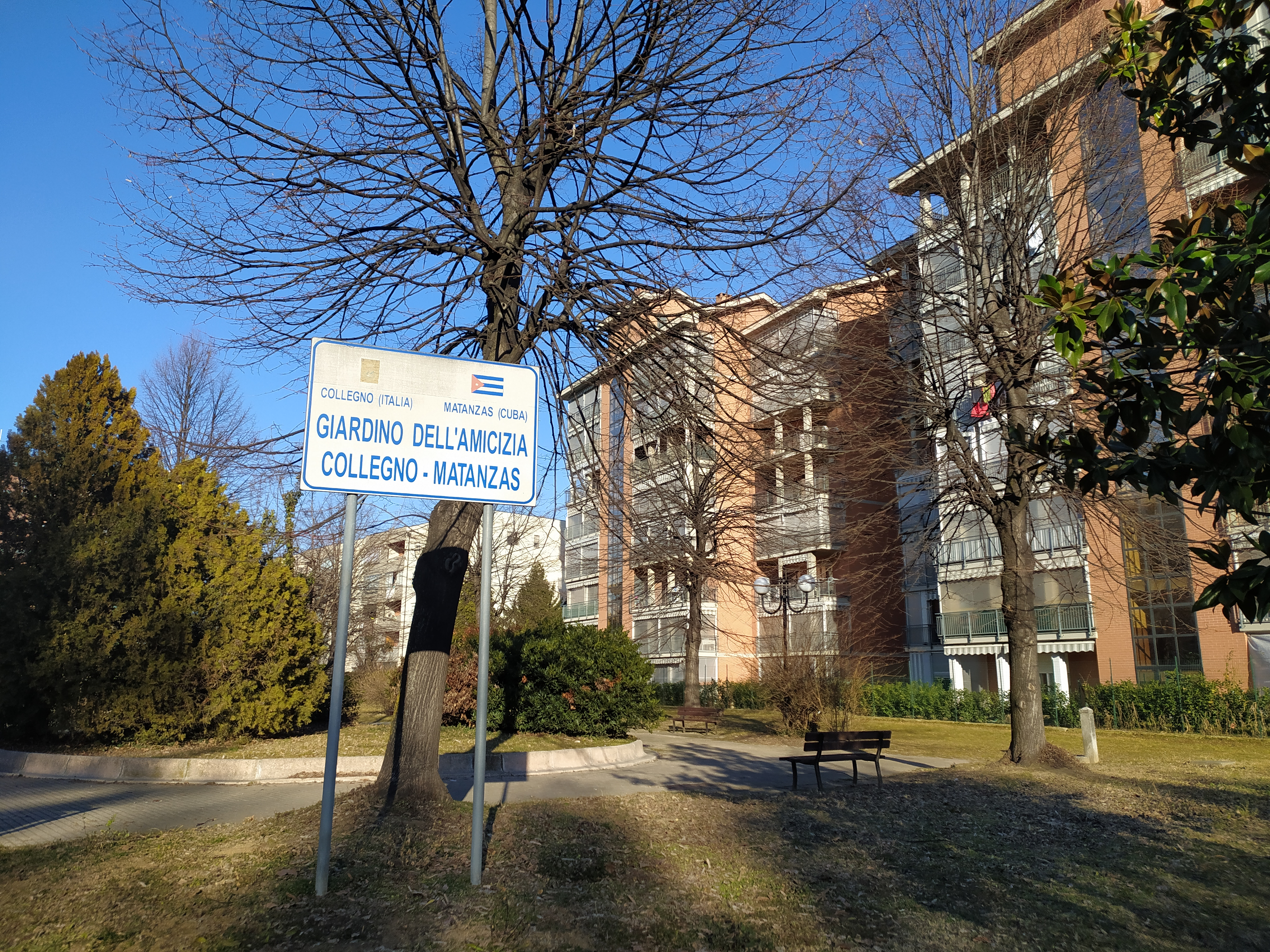
Giardino dedicato alla città gemellata di Matanzas, nel quartiere Borgonuovo

|                                                      | Dante Torello       | Partito Comunista Italiano | 1946-1956      | 1946 |
| 1951                                                 | Dante Torello       | Partito Comunista Italiano | 1946-1956      |      |
|                                                      | Pierorlando Catarzi | Partito Comunista Italiano | 1956-1961      | 1956 |
| 1960                                                 | Pierorlando Catarzi | Partito Comunista Italiano | 1956-1961      |      |
|                                                      | Ruggero Bertotti    | Partito Comunista Italiano | 1961-1975      | 1960 |
| 1964                                                 | Ruggero Bertotti    | Partito Comunista Italiano | 1961-1975      |      |
| 1970                                                 | Ruggero Bertotti    | Partito Comunista Italiano | 1961-1975      |      |
|                                                      | Luciano Manzi       | Partito Comunista Italiano | 1975-1989      | 1975 |
| 1980                                                 | Luciano Manzi       | Partito Comunista Italiano | 1975-1989      |      |
| 1985                                                 | Luciano Manzi       | Partito Comunista Italiano | 1975-1989      |      |
|                                                      | Franco Miglietti    | Partito Comunista Italiano | 1989-1995      | 1985 |
| 1990                                                 | Franco Miglietti    | Partito Comunista Italiano | 1989-1995      |      |
| Sindaci eletti direttamente dai cittadini (dal 1995) |                     |                            |                |      |
|                                                      | Umberto D'Ottavio   | Centro-sinistra            | 1995-2004      | 1995 |
| 1999                                                 | Umberto D'Ottavio   | Centro-sinistra            | 1995-2004      |      |
|                                                      | Silvana Accossato   | Centro-sinistra            | 2004-2014      | 2004 |
| 2009                                                 | Silvana Accossato   | Centro-sinistra            | 2004-2014      |      |
|                                                      | Francesco Casciano  | Centro-sinistra            | 2014-2024      | 2014 |
| 2019                                                 | Francesco Casciano  | Centro-sinistra            | 2014-2024      |      |
|                                                      | Matteo Cavallone    | Centro-sinistra            | 2024-in carica | 2024 |

### Gemellaggi
- Antony
- Sárospatak
- Volžskij
- Neubrandenburg
- Cerdanyola del Vallès
- San Gregorio Magno
- Oueslatia
- Matanzas
- Sarajevo
- Havířov
- Rocchetta Sant'Antonio
- Gaiba

## Infrastrutture e trasporti
La stazione di Collegno è ubicata sulla ferrovia del Frejus.
In via de Amicis si trova la stazione Fermi, capolinea della Linea M1 della Metropolitana di Torino. Un'altra stazione, Paradiso, che rientra nel territorio di Collegno, è situata in Corso Francia, a pochi passi dal confine con Torino.
Tra il 1871 e il 1955 Collegno fu servita da due linee tranviarie, la Torino-Rivoli (1871-1955), sostituita nel 1956 da una filovia, a sua volta soppressa nel 1979, e la Torino-Pianezza (1884-1951).
A Collegno, nei pressi del confine con Torino, si trova l'Aeroporto di Torino-Aeritalia.

## Curiosità

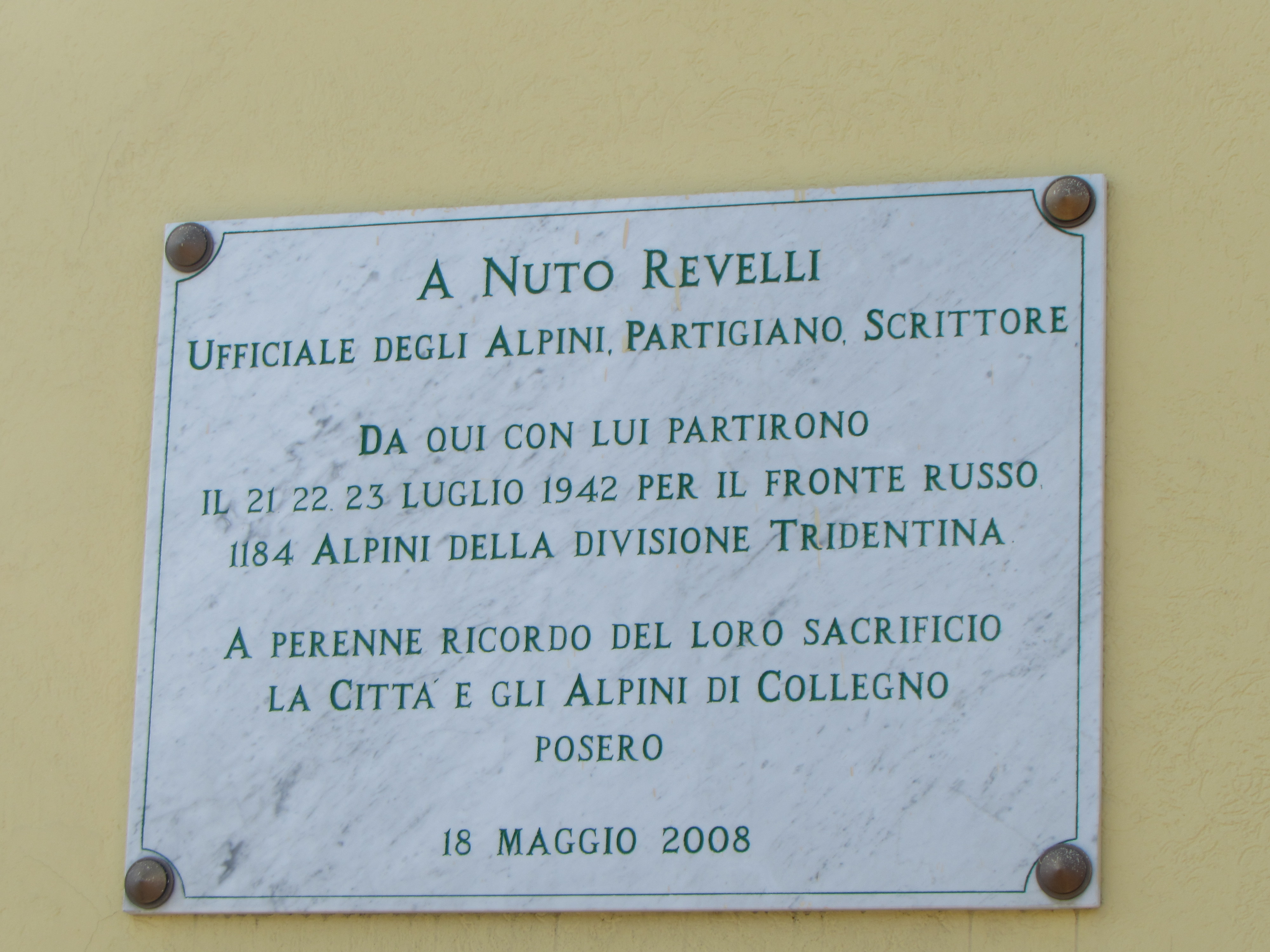
Targa di Nuto Revelli

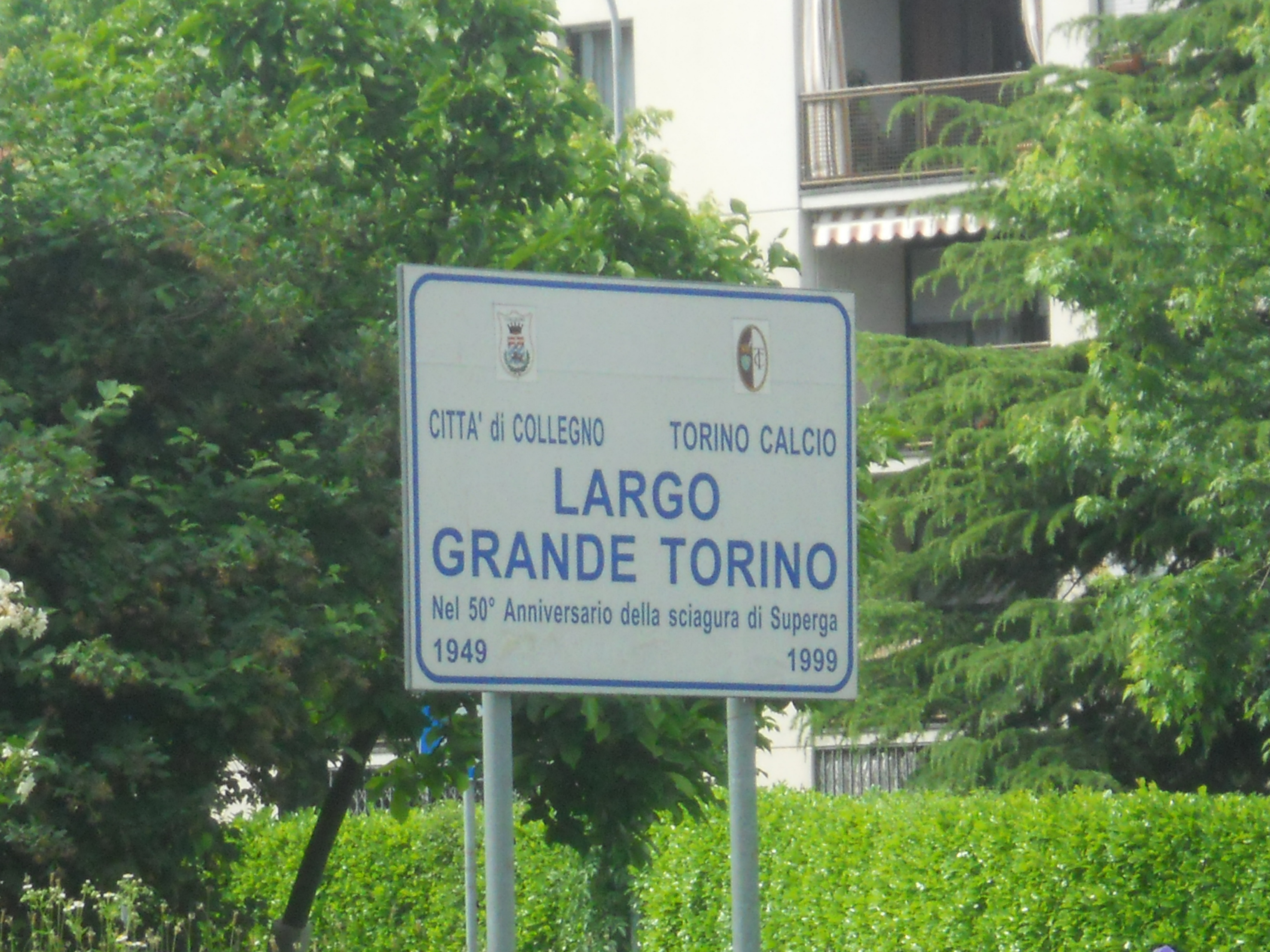
Rotonda stradale dedicata al Grande Torino

- A Collegno è tuttora presente la casa che fu di Luciano Moglia, partigiano caduto durante la Resistenza, in cui egli ospitò incontri del comitato clandestino che preparò gli scioperi del marzo 1943. Sulla casa (sita nel viale Gramsci), che oggi ospita un asilo, è stata apposta una targa-ricordo
- Il sottopasso della stazione ferroviaria è stato intitolato dal 2008 a Nuto Revelli, scrittore, alpino e partigiano, che da qui partì in treno per la Campagna di Russia nel luglio 1942
- Collegno, in quanto sede del Manicomio di Torino, è stata al centro negli anni venti del caso Bruneri-Canella (l'ambigua vicenda sentimentale e giudiziaria riguardante il cosiddetto 'Smemorato di Collegno'): numerosi film e documentari ne hanno raccontato la intricata storia
- Collegno ospita uno dei più vecchi aeroporti italiani: l'Aeroporto di Torino-Aeritalia 'Edoardo Agnelli', costruito nel 1916[14]. A cavallo fra gli anni Sessanta e Settanta, sulla pista 34, venivano collaudate le vetture Abarth da competizione: tale pista esiste ancora, ma non è più utilizzata
- Nel quartiere Borgonuovo una rotonda stradale è stata dedicata dal Comune al Grande Torino
- L'area verde con giochi per bambini compresa tra via Susa e via Claviere è stata intitolata al cantautore Fabrizio de Andrè
- In corso Kennedy angolo via Di Vittorio sorge una piazzetta intitolata al guerrigliero argentino naturalizzato cubano Ernesto Guevara de la Serna, detto "Che": una lapide commemora lui e i caduti nella guerriglia in Bolivia nel '67
- Presso la chiesa parrocchiale S. Lorenzo Martire di Collegno sono presenti sculture settecentesche dell'importante scultore torinese Stefano Maria Clemente[5]

## Sport

### Calcio
A Collegno ci sono tre squadre
- A.S.D. Collegno Paradiso, che milita nel girone D di Prima Categoria
- A.S.D. Pro Collegno Collegnese, che milita nel girone D del campionato di Seconda Categoria Piemonte-Valle d'Aosta
- Olympic Collegno che milita nel girone D di Prima Categoria.

### Pallacanestro
La società sportiva ASD Collegno Basket, nata nel 1974 e rifondata in anni recenti in collaborazione con la PMS, nella stagione 2017/18 ha militato in Serie C Gold ora militante nella serie b interregionale disputando le sue partite casalinghe al PalaCollegno.
Nel 2011, a seguito del fallimento della storica società Auxilium Torino, è nata l'Auxilum Ad Quintum.
Nell’anno 2017/2018, si è classificata al 2º posto del campionato U13 Maschile, e al 3º posto dell'U13 Femminile.

### Tennis
Nel 2011 è stato inaugurato il nuovo 'Circolo del tennis' al PalaCollegno, all'esterno del palazzetto dello sport: dispone di due campi polivalenti (anche da calcetto) in erba sintetica lenta.

### Rugby
Dal 2014 è attiva la società Collegno Rugby, che partecipa ai campionati di Serie C e giovanili.

### Scherma
Dal 1978 è presente la società Michelin Sport Club, che partecipa alle gare nazionali, europee della Federazione Italiana Scherma.